# Ctenophorus maculosus
Ctenophorus maculosus — вид ігуаноподібних ящірок родини агамових (Agamidae). Ендемік Австралії.

## Поширення й екологія
Ctenophorus maculosus мешкають у басейні озера Ейр у Південній Австралії, в околицях озер Ейр, Каллабонна, Фром та Торренс. Вони живуть на узбережжях солоних озер, що пересихають, серед ґрунту, вкритого солоною кіркою. Живляться мурахами.